# Ebene (Geographie)

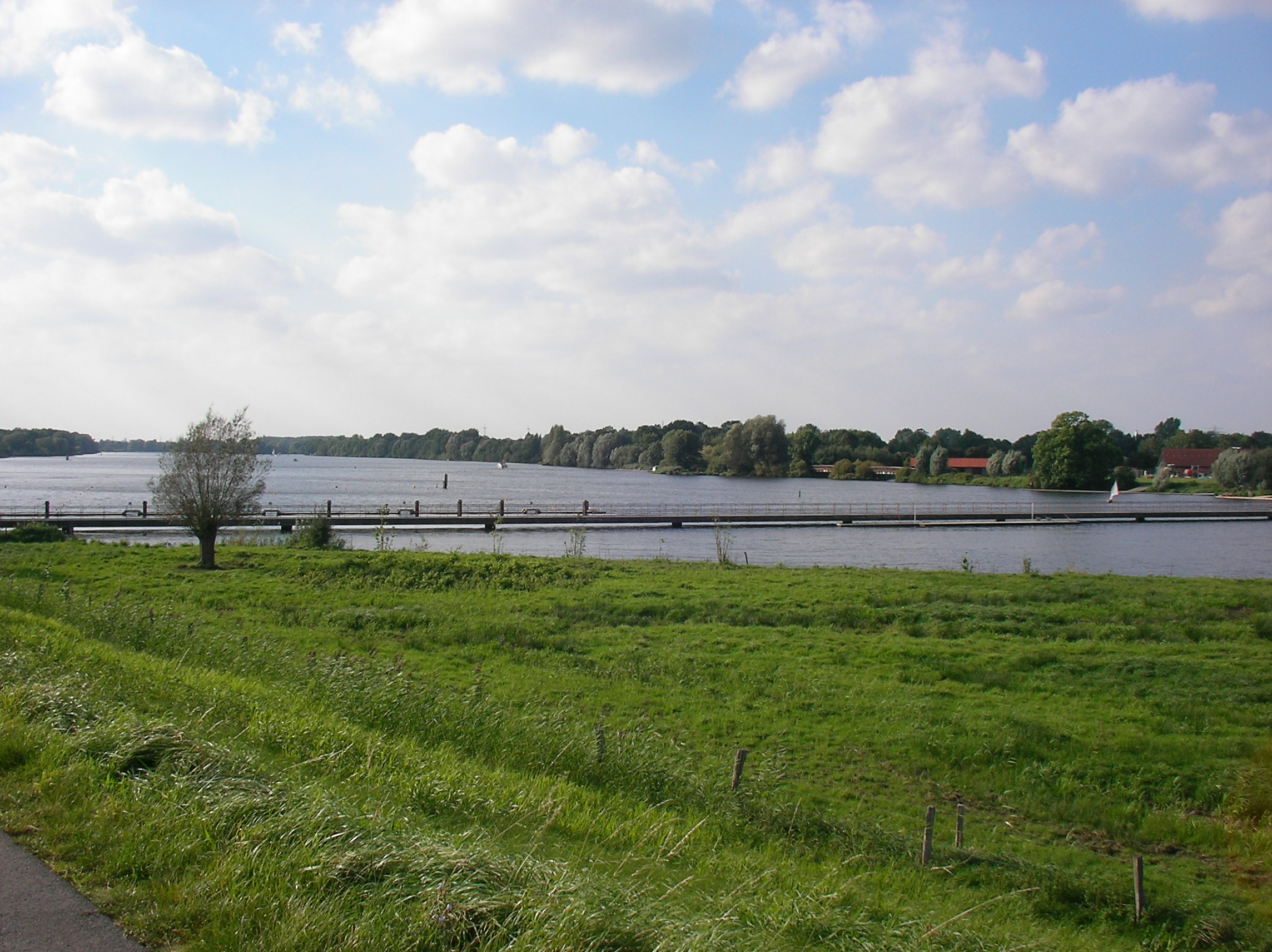
Flachland, hier in den Vier- und Marschlanden in Hamburg

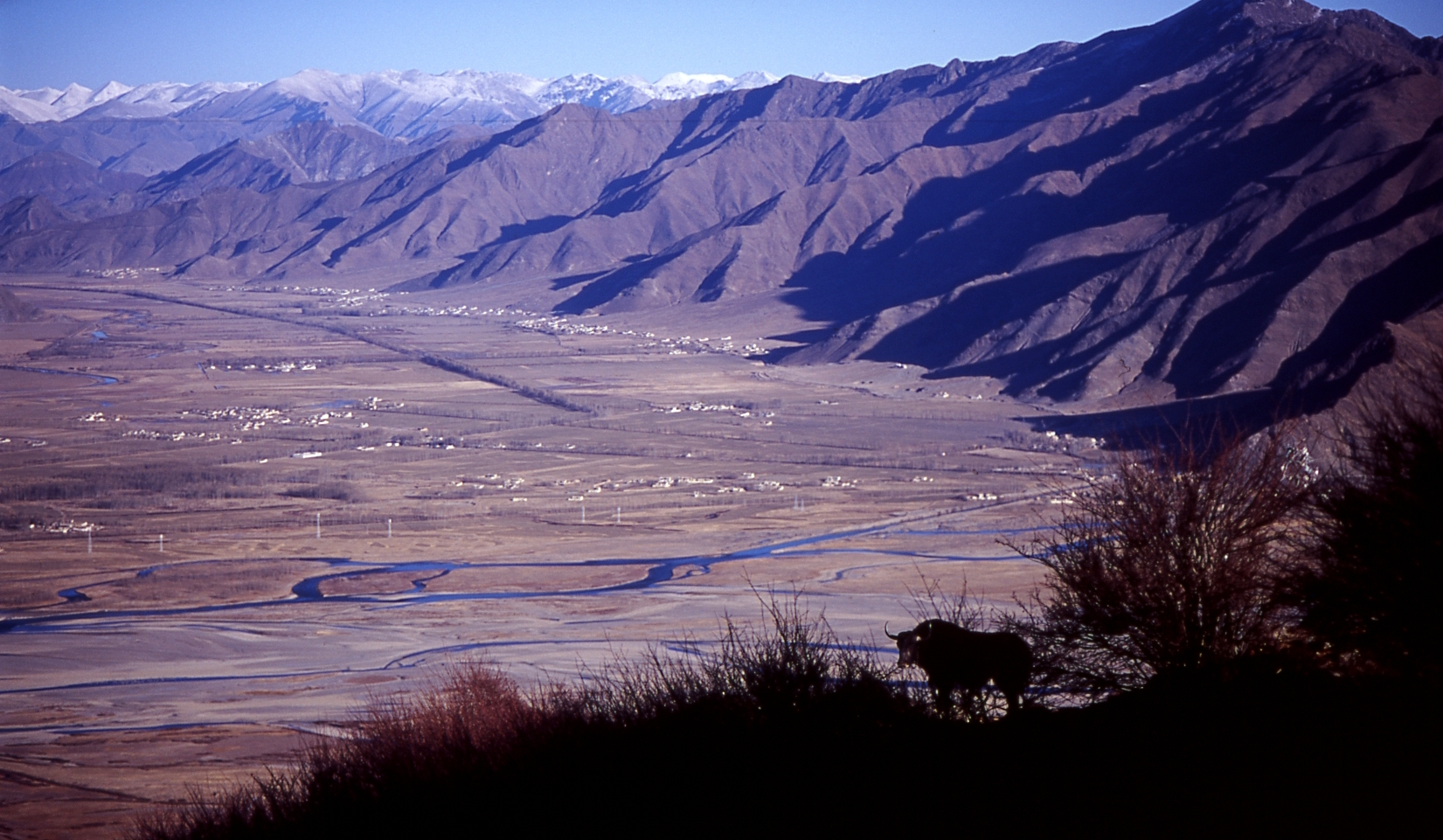
Hochebene auf rund 4500 Metern Meereshöhe in der Nähe von Lhasa (Tibet)

Als Ebene wird – unabhängig von der Höhe über dem Meeresspiegel – eine ausgedehnte Landform ohne größere Höhenunterschiede (steile Hänge, Hügel oder Berge) bezeichnet. Die gesamte Fläche kann eine gewisse Neigung aufweisen. Ebenen gehören zu den großen Landformen, die das Makrorelief der Erde bilden.
Alte Rumpfgebirge, bei denen die erdgeschichtliche Einebnung weit fortgeschritten ist und deren Topografie eher durch Taleinschnitte, denn durch Erhebungen geprägt ist, werden auch als Fastebene bezeichnet.
Die Bezeichnung Flachland ist umgangssprachlich gleichbedeutend mit Ebene, steht in der Geographie jedoch für nahezu ebene Regionen, die bereits eine gewisse Reliefenergie aufweisen, aber weder Fastebene noch Hügelland sind.

## Begriffe und Beschreibung
Die meisten Ebenen besitzen eine gewisse Rauhigkeit. Das Norddeutsche Tiefland enthält z. B. einen sichtbaren Höhenunterschied zwischen Marsch und Geest.
Sie werden von Sedimenten aus dem jüngeren Erdmittelalter (Mesozoikum) und aus der Erdneuzeit (Känozoikum) bedeckt, die sich annähernd horizontal abgelagert haben.
Meistens entsteht eine Ebene in ehemals überflutetem Gebiet oder durch das Trockenfallen von Flachseen oder Mooren. Doch auch im Innern von Kontinenten können sie als fluviatiles Sedimentbecken entstehen.
Geobotanisch betrachtet entsprechen die meisten Flachlandgebiete der planaren Höhenstufe.
Ebenen, die unter 200 Meter über Meeresniveau liegen, werden als Tiefebene bezeichnet, liegen sie höher, spricht man von einer Hochebene. Die größte (Tief)ebene der Erde ist das Westsibirische Tiefland. Das Hochland von Tibet ist mit 4000 bis 5500 Meter Höhe über dem Meeresspiegel die höchste Ebene der Welt.

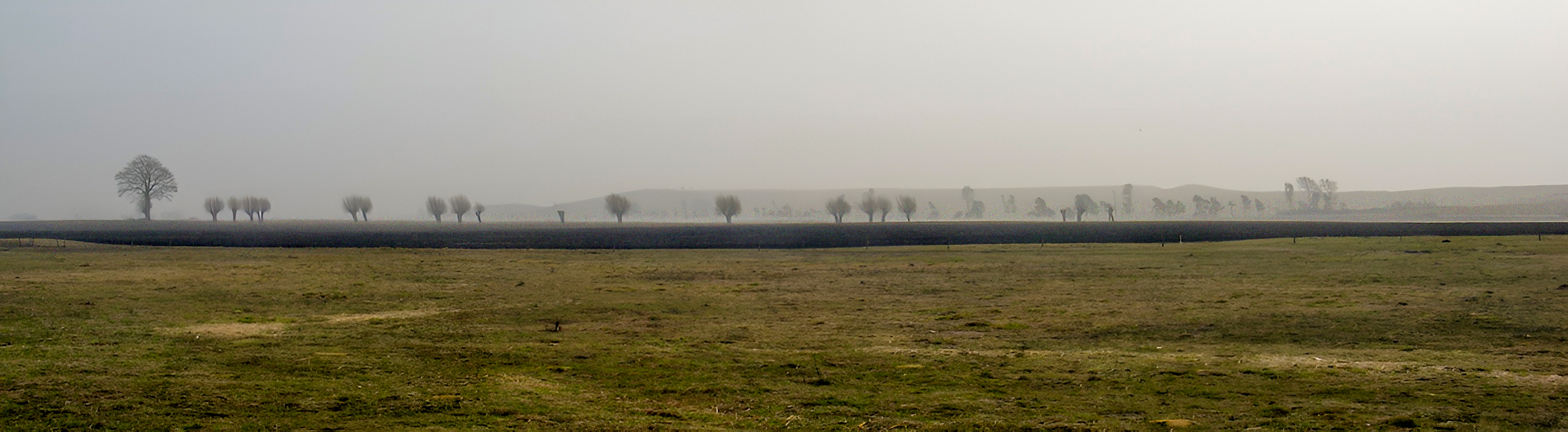
Ebene in Skåne im Süden Schwedens

## Weitere Beispiele
Europa
- Osteuropäische Ebene
- Große Ungarische Tiefebene und Pannonische Tiefebene
- Norddeutsches Tiefland
- Walachei
- Kastilisches Hochland
- Poebene
- Kaspische Senke

Außerhalb Europas
- Nullarborebene
- Great Plains
- Tarimbecken
- Nordchinesische Ebene
- Amazonasbecken
- Kongobecken
- Gangesebene
- Tschadbecken